# 1940
Het jaar 1940 is een jaartal volgens de christelijke jaartelling.

## Gebeurtenissen
januari
- 8 - De eerste Noorder Rondritten wordt gewonnen door de Groninger Gerrit Duiker.
- 20 - In het Samariterstift Grafeneck in Württemberg beginnen de nazi's met Aktion T4, het stelselmatig ombrengen van geestelijk gehandicapten.
- 30 - De zesde Elfstedentocht wordt verreden. Er komen vijf schaatsers tegelijk over de finish die allen als winnaar worden aangeschreven, Sjoerdtsje Faber komt als eerste vrouw over de finish.
- In het besneeuwde Nederland heerst een nieuwe rage: skijöring. Iemand laat zich op ski's trekken door een auto. Op een krantenfoto beoefent prins Bernhard de nieuwe sport.

februari
- 3 - De voormalige Sovjet-Russische volkscommissaris en hoofd van de NKVD Nikolaj Jezjov wordt in een geheim "proces" ter dood veroordeeld en de volgende dag volgens zijn eigen methoden geëxecuteerd.
- 5 - De Nederlandse regering ontslaat de opperbevelhebber generaal Izaäk Reijnders. Deze legt op 6 februari zijn functie neer en wordt opgevolgd door generaal Henri Winkelman.
- 14 - De Britse koopvaardijvloot is van bewapening voorzien.
- 22 - Gyatso wordt ingehuldigd als de dalai lama, spirituele leider van Tibet.
- 29 - Gone with the Wind, een van de grootste bioscoopsuccessen aller tijden, wint acht Oscars. Daarbij is ook die voor beste vrouwelijke bijrol: Hattie McDaniel is de eerste zwarte acteur die een Oscar wint.

maart
- 3 - Pete Seeger ontmoet Woody Guthrie op een avond georganiseerd ter ondersteuning van de arme boerenknechten in Californië, naar aanleiding van het boek 'Grapes of Wrath' van John Steinbeck, dat net is uitgekomen en inmiddels is verfilmd. Volgens Alan Lomax, die ook aanwezig is, ontstaat op die avond de moderne folkmuziek.
- 5 - Stalin ondertekent het bevel voor de massamoord op het kader van de Poolse samenleving.
- 18 - Sultan Hamengkoeboewono IX van Jogjakarta bestijgt de troon.
- 22 - De "Wet op de aanneming van een kind" maakt in België adoptie van minderjarigen mogelijk.
- Verschijning in Nederland van het eerste nummer van een blad voor homoseksuelen: Levensrecht.

april
- 7 - Booker T. Washington verschijnt als eerste zwarte Amerikaan op een postzegel, in een serie over pedagogen.
- 9 - Duitsland valt Denemarken en Noorwegen binnen ("Operatie Weserübung"). De Denen bieden geen weerstand (Slag om Denemarken), de Noren wel (details).
- 15 - Het eerste McDonald's-restaurant wordt geopend in San Bernardino (Californië).
- 21 - Het Nederlands voetbalelftal speelt tegen België. Het is de laatste interlandwedstrijd onder leiding van Bob Glendenning.

mei
- 10 - Duitse troepen vallen Nederland, België en Luxemburg binnen (Fall Gelb). Hierdoor raken ook deze landen betrokken bij de Tweede Wereldoorlog. Zie ook Slag om Frankrijk.
- 11 - 02.00 uur. Begin Duitse aanval op de Grebbeberg.
- 11 - In de vroege ochtend wordt het Fort Eben-Emael in België ingenomen door Duitse troepen die met negen zweefvliegtuigen op het fort landen.
- 12 - De Nederlandse mijnenlichter Bulgia gaat verloren na de aanval van een Duits vliegtuig. Hierbij komen dertien opvarenden om het leven.
- 13 - Evacuatie van de koninklijke familie en de regering naar Londen.
- 14 - Duitse bommenwerpers boven Rotterdam voeren het Bombardement op Rotterdam uit.
- 15 - De Nederlandse strijdkrachten (in Nederland) geven zich over, met uitzondering van die in Zeeland. Generaal Winkelman tekent in de school (tegenwoordig Museum Johannes Postschool) aan de Rijksstraatweg 101 in Rijsoord de overgave.
- 15 - De CPN besluit om zich tot ondergrondse verzetsorganisatie om te vormen. Bernardus IJzerdraat verspreidt in Rotterdam een oproep om verzet tegen de Duitse bezetting te plegen, dit is het begin van de verzetsgroep De Geuzen.
- 15 - De linkse schrijver Menno ter Braak pleegt suïcide door een combinatie van een slaapmiddel en een injectie, toegediend door zijn broer, omdat hij weinig goeds van de Duitsers te verwachten heeft.
- 15 - In de Verenigde Staten begint de verkoop van nylonkousen. Per klant mag slechts één paar worden aangeschaft, maar toch is aan het einde van de dag de hele voorraad uitverkocht.
- 16 - De Duitse bezetters voeren de Midden-Europese Tijd en de zomertijd in Nederland in, in plaats van de tot dan toe gebruikelijke Amsterdamse Tijd. De klok wordt één uur en veertig minuten vooruitgezet.
- 20 - Bloedbad van Abbeville: Franse militairen fusilleren 21 nogal lukraak in België opgepakte fascisten, joden en Italiaanse verzetsstrijders. Onder hen is de leider van Verdinaso Joris van Severen.
- 22 - Het Fort Battice bij Luik geeft zich over.
- 23 - Duitse troepen bereiken Boulogne en Het Kanaal.
- 23-28 - De Leieslag, de enige echte slag tussen het Belgische en Duitse Leger vindt plaats.
- 25 - op het Kasteel van Wijnendale vindt een bespreking plaats van Koning Leopold III met premier Hubert Pierlot en drie andere ministers. De vorst weigert met de regering het land te verlaten en deelt de ministers mee dat hij bij zijn troepen blijft.
- 27 - Bloedbad van Vinkt, waarbij 111 dorpelingen door de Duitsers worden terechtgesteld of omkomen door artillerievuur.
- 28 - De Achttiendaagse Veldtocht komt ten einde als Generaal-majoor Jules Derousseaux namens het Belgische leger capituleert in het kasteel van Anvaing.
- 28 - Massamoord van Wormhout in Frans-Vlaanderen op tachtig Britse krijgsgevangenen door de Leibstandarte SS Adolf Hitler.
- 29 - Arthur Seyss-Inquart wordt in Den Haag geïnstalleerd als rijkscommissaris van Nederland.
- 30 - Het binnenvaartschip Rhenus 127, dat met ongeveer 1200 Belgische krijgsgevangenen op weg is naar Duitsland, loopt op het Hollandsch Diep bij Willemstad op een mijn en zinkt. Ongeveer 200 mannen verdrinken.
- 31 - In Limoges spreekt de Belgische eerste minister Hubert Pierlot het parlement toe. Hij ontneemt koning Leopold alle bevoegdheden.

juni
- 1 tot 2 - Operatie Dynamo: Britten trekken zich terug. Evacuatie uit Duinkerken.
- 10 - Italië verklaart de oorlog aan de geallieerden.
- 14 - Spanje bezet de internationale zone Tanger.
- 15 - Sovjettroepen trekken Litouwen binnen. Er komt een pro-Russische regering aan de macht, die Moskou "verzoekt om te mogen worden opgenomen in de Sovjet-Unie", waarna het land als Litouwse Socialistische Sovjetrepubliek verder gaat.
- 16 - De Franse premier Reynaud delft het onderspit in zijn kabinet en treedt af. Vice-premier Pétain volgt hem op, en stafchef Weygand wordt minister van defensie. Met deze verschuiving koerst Frankrijk af op een wapenstilstand met Duitsland.
- 22 - Frankrijk ondertekent een wapenstilstand met Duitsland. De bezetters openen in Compiègne bij Parijs het Kamp Royallieu voor politieke gevangenen en joden.
- 25 - De Nederlandse onderzeeboot O 13 wordt officieel als vermist beschouwd nadat het schip niet terugkwam van een patrouille op de Noordzee.
- 26 - De Sovjet-Unie valt Roemenië binnen. Roemenië wordt gedwongen zowel de noordelijke Boekovina als Bessarabië en het Hertsagebied af te staan.
- 27 - Het communistische Volksdagblad wordt als eerste Nederlandse krant door de Duitsers verboden, nadat het zich de vorige dag niet aan de censuurvoorschriften had gehouden.
- 28 - Wendell Willkie wordt gekozen als presidentskandidaat voor de Republikeinen in de Amerikaanse presidentsverkiezingen 1940.
- 29 - Een aantal Nederlanders protesteert zwijgend tegen de "nieuwe orde" door op de verjaardag van prins Bernhard een witte anjer te dragen.
- Engelse troepen vallen Italiaanse strijdkrachten in Noord-Afrika aan.

juli
- 3 - Aanval van de Royal Navy in de havens van het Algerijnse Mers-el-Kébir op de daar gelegen Franse marineschepen om te voorkomen dat deze in Duitse handen zullen vallen. Zo'n 1300 Fransen vinden de dood; in Britse havens nemen Britten 40 Franse marineschepen en 160 andere Franse schepen over.
- 7 - Verkiezingen in Mexico: Manuel Ávila Camacho van de zittende Partij van de Mexicaanse Revolutie (PRM) wint van de rechtse kandidaat Juan Andrew Almazán na grootschalige fraude, met de goedkeuring van president Lázaro Cárdenas en de Amerikaanse regering, bevreesd voor Almazáns banden met Amerikaanse fascisten.
- 8 - In Amerika wordt de Boeing 307 Stratoliner in dienst genomen, het eerste niet-experimentele vliegtuig met een drukcabine.
- 10 - Begin van de Slag om Engeland, (Battle of Britain): Duitse bombardementen op Engeland, strijd tussen Engeland en Duitsland om controle van het luchtruim.
- 16 - De leden van het Permanent Hof van Internationale Justitie vertrekken met een extra trein vanaf station Hollands Spoor in Den Haag naar Zwitserland. De Duitse bezetters in Nederland hebben de werkzaamheden van het Hof verboden.
- 20 - De NSB'er Meinoud Rost van Tonningen neemt als 'Kommissar für die marxistischen Parteien' het gebouw van De Arbeiderspers in bezit. Directeur Ybele Geert van der Veen pleegt zelfmoord.
- 25 - Frans Goedhart begint met de 'Nieuwsbrief van Pieter 't Hoen', later voortgezet als de illegale krant Het Parool.
- 27 - Het officiële debuut van Bugs Bunny in het tekenfilmpje A Wild Hare.
- 28 - Radio Oranje begint zijn uitzendingen.

augustus
- 1 - Jan Broeksz treedt af als bestuurder van de VARA omdat hij niet wenst mee te werken aan de plannen van 'Kommissar für die marxistischen Parteien' Meinoud Rost van Tonningen.
- 3 - In Londen verschijnt het eerste nummer van Vrij Nederland.
- 3 - De Japanse plaats Tamano op Honshu krijgt het statuut van stad.
- 5 - 's Nachts wordt in de Nederlandse plaats Zandvoort de synagoge aan de Mezgerstraat door onbekenden opgeblazen.[1]
- 9 - Walther Funk ontzegt in zijn functie van minister van Economische Zaken en president van de Reichsbank Joden de toegang tot hun banktegoeden en bij institutionele beleggers ondergebracht vermogen.
- 13 - Begin van de 'Operatie Adelaar' door de Duitse Luftwaffe in het Britse luchtruim.
- ? - De eerste ondergrondse publicatie verschijnt, namelijk het pamflet Vrede door revolutie van de communisten.
- 20 - Moordaanslag met een ijsbijl op de Sovjet-Russische politicus en revolutionair Leon Trotski in Mexico-Stad; hij overlijdt een dag later.
- 26 - In Waalwijk wordt voetbalclub RKC (Rooms Katholieke Combinatie) opgericht.
- 31 - Eerste uitgave van Vrij Nederland.

september
- 4 - In Berlijn houdt Adolf Hitler een toespraak waarin hij verklaart dat nazi-Duitsland alle nachtelijke bombardementen door Engeland met nog grotere bombardementen zal vergelden.
- 6 - Koning Carol II doet in Roemenië afstand van de troon ten gunste van zijn 18-jarige zoon Michaël. De territoriale concessies van de laatste twee maanden hebben zijn positie onhoudbaar gemaakt. De werkelijke macht komt in handen van generaal Ion Antonescu.
- 7 - De Blitz: De Duitse Luftwaffe begint een reeks van nachtelijke bombardementen op Londen. Ze zullen 24 nachten aanhouden, grote verwoestingen aanrichten en aan duizenden Londenaren het leven kosten.
- 11 - NSB-leider Mussert belast onder Duitse druk Henk Feldmeijer met de oprichting en de leiding van een Nederlandsche SS.
- Japanse troepen bezetten Indochina.
- 12 - Enkele Franse jongens ontdekken de Grot van Lascaux, met opzienbarende prehistorische rotstekeningen.
- 13 - Italiaanse troepen onder aanvoering van maarschalk Graziani vallen vanuit Libië Egypte binnen: het Midden-Oosten wordt betrokken in de Tweede Wereldoorlog.
- 17 - Britse vliegtuigen van het vliegdekschip HMS Illustrious vallen, ondersteund door het slagschip HMS Valiant, de havenstad Benghazi aan. In de haven worden vier Italiaanse schepen tot zinken gebracht.
- 27 - Josukè, Ciano en Von Ribbentrop sluiten het Driemogendhedenpact.
- 28 - Totstandkoming van een gezelschap van intellectuelen met als doel culturele samenwerking met de Duitsers, de Nederlandse Kultuurkring, te Den Haag.[2]

oktober
- 7 - Meer dan honderd prominente Nederlanders worden opgepakt en naar Buchenwald overgebracht als represaille voor de internering van Duitsers in Nederlands-Indië.
- 15 - In het kasteel van Montjuïc in Barcelona wordt Lluís Companys, president van de Generalitat de Catalunya gefusilleerd door de troepen van het Francoregime.
- 16 - Bij de treinramp bij Winsum vallen dertien doden en evenveel gewonden. Een bus vol werklozen op weg naar hun werkverschaffingsproject wordt aangereden door een trein op de Marnelijn.
- 22 - Een Duitse verordening verplicht alle ondernemingen in Nederland met joodse eigenaren, zich aan te melden bij de Wirtschaftsprüfstelle (bureau voor economisch onderzoek), een onderdeel van het Generalkommissariat für Finanz und Wirtschaft.
- 23 - Ontmoeting tussen Hitler en de Spaanse generaal Franco te Hendaye (Frankrijk).
- 28 - De Griekse regering wijst een Italiaans ultimatum van de hand; begin van de Grieks-Italiaanse Oorlog.
- ? - Het eerste nummer van het Haagse communistische verzetsblad De Vonk verschijnt.
- oktober - de Japanse politieke partijen  ontbinden zich op verzoek van de regering, en gaan daarna op in de Taisei yokusankai, Associatie voor de steun aan de Keizerlijke Regering).

november

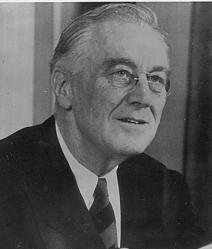
Franklin Delano Roosevelt

- 1 - Het Japanse slagschip Musashi wordt op de scheepswerf van Nagasaki in alle stilte te water gelaten. De Musashi is het grootste slagschip ooit gebouwd. Het is 263 meter lang, 71.659 ton zwaar en heeft de grootste kanonnen ooit op een schip gemonteerd (de negen kanonnen hebben een diameter van 46 cm met een bereik van 41.000 meter en wegen 2.200 ton per stuk).
- 4 - Spanje annexeert de internationale zone van Tanger, die het op 14 juni 1940 bezet heeft.
- 5 - Roosevelt wordt voor de derde achtereenvolgende keer gekozen tot president van de Verenigde Staten.
- 7 - De Tacoma Narrows Bridge stort in. Alleen een hond komt om.
- 8 - De Nederlandse onderzeeboot O 22 wordt officieel als vermist beschouwd als zij niet terugkeert van een patrouille voor de Noorse kust.
- 11 - Slag bij Tarente: De Britse vloot onder leiding van het vliegdekschip Illustrious brengt in de haven van Tarente drie van de zes slagschepen tot zinken. Twee aanvalsgolven van 12 en 9 Fairey Swordfish vliegtuigen brengen veel schade toe aan de Italiaanse vloot, die gedeeltelijk wordt uitgeschakeld.
- 14 - De tweede fase van de Blitz begint: de Duitse Luftwaffe bombardeert 10 uur lang Coventry, waarbij de kathedraal wordt verwoest.
- 16 - De Duitsers bouwen een muur rond het getto van Warschau.
- 20 - Hongarije sluit zich aan bij de Asmogendheden.
- 21 - De joodse president van de Hoge Raad der Nederlanden, Lodewijk Ernst Visser, wordt uit zijn ambt ontheven.
- 23 - Roemenië sluit zich aan bij het Staalpact.
- 23 - Het eerste nummer van het landelijke communistische blad De Waarheid verschijnt.
- 25 - De SD arresteert de Schiedammer Bernardus IJzerdraat, leider van de verzetsgroep De Geuzen. Bij hem thuis wordt een naamlijst gevonden van de hele groep.
- 25 - De Hagana laat in de haven van Haifa een bom ontploffen aan boord van het SS Patria,nadat de Britten honderden illegale Joodse immigranten aan boord hebben gebracht om naar Mauritius te worden getransporteerd. Het schip explodeert en zinkt, waarbij 267 ingescheepten verdrinken.
- 26 - In een rede voor een stampvolle aula houdt de Leidse hoogleraar Cleveringa een vlammende protesttoespraak tegen het ontslag van de Joodse hoogleraren.
- 27 - Slag bij Kaap Spartivento: De Britse Royal Navy en de Italiaanse Regia Marina, voeren een onbeslist zeegevecht in de Middellandse Zee, bij Sardinië.

december
- 7 - Duitsland bombardeert opnieuw Londen. Gedurende de bombardementen schuilen 177.000 mensen wekenlang in de ondergrondse stations van de metro van Londen (London Underground). 30.000 mensen worden gedood, 100.000 huizen en een derde deel van Londen worden vernield, vooral in de wijk East End.
- 8 - Leo Delwaide wordt burgemeester van Antwerpen.
- 9 - Operatie Compass: Het Britse leger (Western Desert Force) onder bevel van generaal Richard O'Connor, begint in Noord-Afrika een tegenoffensief vanuit Egypte tegen de Italiaanse troepen.
- 23 - Winston Churchill richt zich in een radio-rede rechtstreeks tot het Italiaanse volk en houdt hen voor dat Mussolini hen in een oorlog met het Verenigd Koninkrijk dreigt te storten, terwijl er traditioneel hechte vriendschapsbanden tussen beide landen bestaan.
- 29 - Zware Duitse luchtaanvallen van de Luftwaffe veroorzaken meer dan 1.500 grote branden in Londen. De toevoer van bluswater stagneert. Het historische Gildehuis (Guildhall) en zeven kerken van de Britse architect Christopher Wren worden verwoest.

## Muziek
- Lou Bandy: Wie heeft er suiker in de erwtensoep gedaan?
- Lou Bandy: Daar kan een Zeeman niet om treuren.
- Willy Derby: Op de Grebbeberg
- Willy Derby: Italiaanse ezelserenade.
- Bob Scholte: Tot Weerziens Mijn Lieveling.

### Premières
- 30 januari: Les illuminations van Benjamin Britten
- 29 maart: Vioolconcert opus 15 van Benjamin Britten
- 14 april: Divertimenti voor dwarsfluit, hobo, klarinet en fagot van Frank Bridge
- 6 mei: Rapsodie voor pianokwartet van William Alwyn
- 24 oktober: Sinfonia gaia van Knudåge Riisager
- 9 november: Concierto de Aranjuez van Joaquín Rodrigo
- 16 november: Vioolconcert van Aram Chatsjatoerjan
- 6 december: het Vioolconcert van Arnold Schönberg

## Beeldende kunst

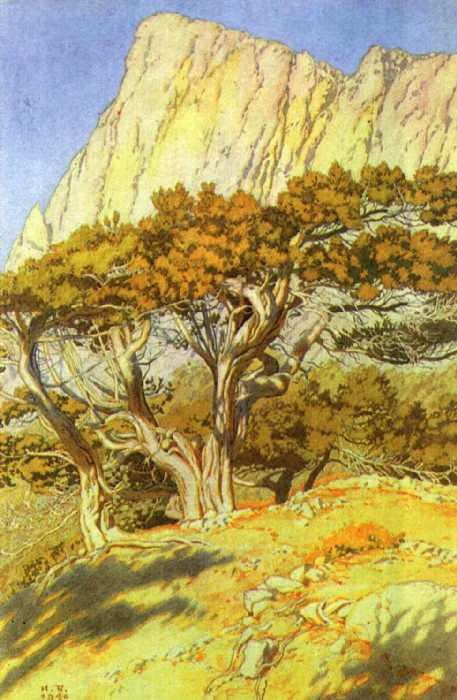
(1940) Ivan Bilibin

## Bouwkunst

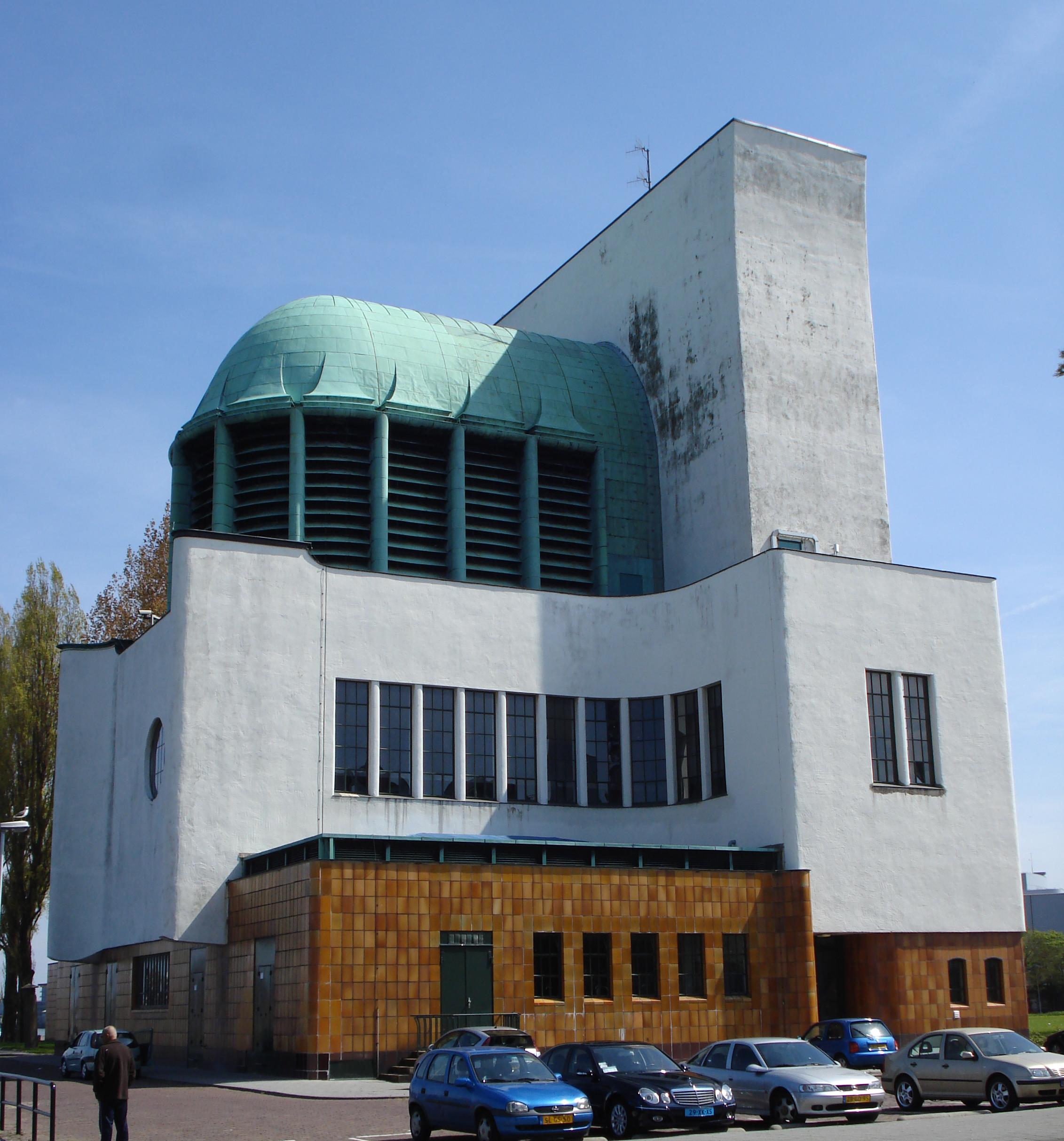
ventilatiegebouwen Maastunnel, Ad van der Steur

## Geboren

### januari
- 1 - Dominique Grange, Frans singer-songwriter en militante
- 1 - Greetje den Ouden-Dekkers, Nederlands politica (overleden 2022)
- 1 - Alp Yalman, Turks zakenman en voetbalbestuurder
- 2 - Silva Batuta, Braziliaans voetballer (overleden 2020)
- 2 - Vic Bonke, Nederlands wetenschapper en politicus (overleden 2022)
- 2 - Patrick Lebon, Vlaams tv- en filmregisseur (overleden 2021)
- 2 - S.R. Srinivasa Varadhan, Indiaas-Amerikaans wiskundige
- 3 - Thelma Schoonmaker, Amerikaans filmeditor
- 4 - Helmut Jahn, Duits-Amerikaans architect (overleden 2021)
- 4 - Brian Josephson, Brits natuurkundige en Nobelprijswinnaar
- 4 - Ramón Sáez, Spaans wielrenner (overleden 2013)
- 4 - Léon Semmeling, Belgisch voetballer (overleden 2024)
- 4 - Gao Xingjian, Chinees schrijver en Nobelprijswinnaar
- 5 - Hans Eijkenbroek, Nederlands voetballer en voetbaltrainer (overleden 2024)
- 5 - Pim de la Parra, Surinaams-Nederlands filmregisseur (overleden 2024)
- 6 - Tom Brokaw, Amerikaans journalist, televisiepresentator en schrijver
- 6 - Van McCoy, Amerikaans discoproducer ("The Hustle") (overleden 1979)
- 7 - Teun Koolhaas, Nederlands architect en stedenbouwkundige (overleden 2007)
- 7 - Willem van Malsen, Nederlands beeldend kunstenaar, illustrator en cartoonist (overleden 2005)
- 9 - Chris Konings, Nederlands atleet (overleden 2019)
- 9 - Ruud ter Weijden, Nederlands sportpresentator en -journalist
- 13 - Edmund White, Amerikaans schrijver (overleden 2025)
- 14 - Elaine Cancilla Orbach, Amerikaans musicalactrice (overleden 2009)
- 16 - Franz Müntefering, Duits politicus
- 17 - Fred Hill, Engels voetballer (overleden 2021)
- 17 - Kipchoge Keino, Keniaans atleet
- 17 - Leighton Rees, Welsh darter (overleden 2003)
- 17 - Tabaré Vázquez, Uruguayaans politicus en president (overleden 2020)
- 18 - Pedro Rodriguez, Mexicaans autocoureur (overleden 1971)
- 19 - Hans Brian, Nederlands rugbyer, rugbycoach, sportjournalist en televisiepresentator (overleden 2022)
- 19 - Rudolf Jansen, Nederlands pianist en organist (overleden 2024)
- 20 - Inez van Eijk, Nederlands redactrice, publiciste en schrijfster
- 20 - Carol Heiss, Amerikaans kunstschaatsster
- 22 - John Hurt, Brits acteur (overleden 2017)
- 23 - Adriaan Ditvoorst, Nederlands filmregisseur (overleden 1987)
- 23 - Werner Krämer, Duits voetballer (overleden 2010)
- 23 - Brian Labone, Engels voetballer (overleden 2006)
- 23 - Johnny Russell, Amerikaans countryzanger en songwriter (overleden 2001)
- 24 - Joachim Gauck, elfde Bondspresident van Duitsland
- 25 - Jozef Slagveer, Surinaams journalist (overleden 1982)
- 26 - Mickey Huibregtsen, Nederlands topmanager en sportbestuurder (overleden 2022)
- 26 - Allan Li Fo Sjoe, Surinaams politicus en bestuurder
- 27 - Hugh Porter, Brits wielrenner en verslaggever
- 28 - Carlos Slim, Mexicaans zakenman
- 29 - Kunimitsu Takahashi, Japans motor- en autocoureur (overleden 2022)
- 31 - Werner Franke, Duits bioloog (overleden 2022)

### februari
- 1 - Héctor Silva, Uruguayaans voetballer (overleden 2015)
- 1 - Ajmer Singh, Indiaas atleet (overleden 2010)
- 2 - Jean-Paul Colonval, Belgisch voetballer (overleden 2024)
- 2 - David Jason, Brits acteur ("Frost")
- 2 - Godfrey Nash, Brits motorcoureur (overleden 2020)
- 3 - Marijke Merckens, Nederlands zangeres en actrice (overleden 2023)
- 4 - Chiara Frugoni, Italiaans (kunst)historica (overleden 2022)
- 4 - George A. Romero, Amerikaans filmregisseur (overleden 2017)
- 4 - John Schuck, Amerikaans acteur
- 5 - Barry Hoban, Brits wielrenner (overleden 2025)
- 5 - Panamarenko, Belgisch beeldhouwer (overleden 2019)
- 7 - Tony Tan Keng Yam, Singaporees president
- 9 - John Maxwell Coetzee, Zuid-Afrikaans/Australisch schrijver en Nobelprijswinnaar
- 9 - Kees Verheul, Nederlands slavist, essayist, romanschrijver en vertaler (overleden 2024)
- 9 - Willem Vermandere, Belgisch zanger, beeldhouwer ("Blanche en zijn Peird")
- 10 - Emmanuel Hendrickx, Belgisch politicus (overleden 2024)
- 10 - Rainer Holbe, Duits tv-presentator, auteur en journalist (overleden 2025)
- 10 - Volkert Merl, Duits autocoureur
- 10 - Mary Rand, Brits atlete
- 13 - Bram Peper, Nederlands politicus (PvdA), burgemeester van Rotterdam en minister van Binnenlandse Zaken (overleden 2022)
- 15 - Hamzah Haz, Indonesisch politicus; vicepresident 2001-2004 (overleden 2024)
- 15 - Trygve Madsen, Noors componist
- 17 - Vicente Fernández, Mexicaans zanger (overleden 2021)
- 17 - Willi Holdorf, Duits atleet (overleden 2020)
- 18 - Fabrizio De André, Italiaans zanger en liedjesschrijver (overleden 1999)
- 19 - Saparmurat Niazov, Turkmeens president-dictator (overleden 2006)
- 19 - Smokey Robinson, Amerikaans zanger
- 20 - Elles Berger, Nederlands radio- en televisiepresentatrice
- 20 - Jimmy Greaves, Engels voetballer (overleden 2021)
- 21 - Peter Gethin, Brits autocoureur (overleden 2011)
- 21 - John Robert Lewis, Amerikaans mensenrechtenactivist en politicus (overleden 2020)
- 22 - Ugo Colombo, Italiaans wielrenner (overleden 2019)
- 23 - Peter Fonda, Amerikaans acteur en regisseur ("Easy Rider") (overleden 2019)
- 24 - Theo Bosch, Nederlands architect (overleden 1994)
- 24 - Denis Law, Schots voetballer (overleden 2025)
- 25 - Béchara Boutros Raï, Libanees rooms-katholiek kardinaal en patriarch van Antiochië en het gehele Oosten van de maronitische kerk
- 25 - Cees Smit, Nederlands voetballer (overleden 2025)
- 25 - Thue Christiansen  Groenlands beeldend kunstenaar en politicus (overleden 2022)
- 25 - Zhuang Zedong, Chinees tafeltennisser (overleden 2013)
- 27 - Jan Buijs (Tuf), Nederlands muziekmanager (overleden 1985)
- 27 - Howard Hesseman, Amerikaans acteur (overleden 2022)
- 28 - Mario Andretti, Amerikaans autocoureur
- 28 - Joe South, Amerikaans zanger (overleden 2012)
- 29 - Sonja Barend, Nederlands televisiepresentatrice
- 29 - Bartholomeus I, patriarch van Constantinopel
- 29 - Margit Carstensen, Duits actrice (overleden 2023)
- 29 - Jozjef Sabo, Oekraïens voetballer en trainer
- 29 - Manu Verreth, Belgisch acteur (overleden 2009)
- 29 - René Verreth, Belgisch acteur

### maart
- 1 - David Broome, Brits springruiter
- 2 - Lothar de Maizière, (Oost-) Duits politicus
- 3 - Jan Jiskoot, Nederlands zwemmer
- 4 - Ida Bons, Nederlands actrice
- 5 - Hans Kemna, Nederlands casting-director (overleden 2024)
- 5 - Josef Piontek, Duits voetballer en trainer
- 5 - Graham McRae, Nieuw-Zeelands autocoureur (overleden 2021)
- 6 - Philippe Amaury, Frans uitgever en mediamagnaat (overleden 2006)
- 6 - Gerard Cox, Nederlands zanger en acteur ("'t Is weer voorbij die mooie zomer")
- 7 - Rudi Dutschke, Duits studentenleider en politicus (overleden 1979)
- 7 - Daniel J. Travanti, Amerikaans acteur
- 8 - Theo Laseroms, Nederlands voetballer (overleden 1991)
- 9 - Tatjana Sorokina, Russisch basketspeler
- 10 - Jorge Kissling, Argentijns motor- en autocoureur (overleden 1968)
- 10 - Louis Moholo, Zuid-Afrikaans jazzdrummer (overleden 2025)
- 10 - Chuck Norris, Amerikaans acteur
- 11 - Anthon Beeke, Nederlands grafisch ontwerper (overleden 2018)
- 11 - Jacques Pennewaert, Belgisch atleet
- 12 - Al Jarreau, Amerikaans zanger (overleden 2017)
- 14 - Dzsingisz Gabor, Nederlands politicus en bestuurder
- 16 - Jan Pronk, Nederlands politicus (PvdA) en minister
- 16 - Keith Rowe, Brits gitarist
- 16 - Jan Schaefer, Nederlands politicus (overleden 1993)
- 17 - Alberto Borin, Belgisch politicus (overleden 2023)
- 17 - Bob Rooyens, Nederlands programmamaker en televisieregisseur
- 19 - John van de Rest, Nederlands regisseur, scenarioschrijver en producent (overleden 2022)
- 20 - Gianpiero Moretti, Italiaans autocoureur (overleden 2012)
- 21 - Solomon Burke, Amerikaans soulzanger (overleden 2010)
- 22 - Theo Kars, Nederlands schrijver (overleden 2015)
- 23 - Alan Blaikley, Engels liedjesschrijver en producer (overleden 2022)
- 24 - Krijn Torringa, Nederlands presentator (overleden 2006)
- 25 - Anita Bryant, Amerikaans zangeres en antihomoactiviste (overleden 2024)
- 25 - Joaquim Galera, Spaans wielrenner (overleden 2025)
- 25 - Mina, Italiaans zangeres
- 26 - James Caan, Amerikaans acteur (Sonny in "The Godfather") (overleden 2022)
- 26 - Servaes Huys, Nederlands politicus (overleden 2016)
- 26 - Nancy Pelosi, Amerikaans politica
- 28 - Russell Banks, Amerikaans schrijver en dichter (overleden 2023)
- 28 - Gerardo Clemente Vega García, Mexicaans generaal en politicus (overleden 2022)
- 29 - Astrud Gilberto, Braziliaans-Amerikaans zangeres (overleden 2023)
- 30 - Uwe Timm, Duits schrijver
- 31 - Fred Derby, Surinaams politicus en vakbondsleider (overleden 2001)
- 31 - Harvey Naarendorp, Surinaams diplomaat en politicus
- 31 - Jet Schepp, Nederlands beeldhouwster

### april
- 1 - Wangari Maathai, Keniaans milieu- en politiek activiste (overleden 2011)
- 2 - Mike Hailwood, Brits motor- en autocoureur (overleden 1981)
- 3 - Tol Hansse, Nederlands zanger, componist, cabaretier en kunstschilder (overleden 2002)
- 4 - Peter Gregg, Amerikaans autocoureur (overleden 1980)
- 4 - Robby Müller, Nederlands cameraman (overleden 2018)
- 6 - Henk Gemser, Nederlands langebaanschaatser en schaatscoach
- 6 - Nol de Ruiter, Nederlands voetballer en voetbaltrainer (overleden 2025)
- 8 - Mirko Jozić, Kroatisch voetballer en voetbaltrainer
- 9 - Jan Berkhout, Nederlands R.K. priester; pastoor van Volendam (overleden 2018)
- 9 - Jan Mans, Nederlands burgemeester (overleden 2021)
- 10 - Egbert Mulder, Nederlands voetbalscheidsrechter (overleden 2021)
- 11 - Thomas Harris, Amerikaans schrijver
- 11 - Władysław Komar, Pools kogelstoter en olympisch kampioen (overleden 1998)
- 12 - Herbie Hancock, Amerikaans jazzpianist
- 15 - Jeffrey Archer, Brits politicus en romanschrijver
- 16 - Paul Cox, Nederlands-Australisch regisseur (overleden 2016)
- 16 - Margrethe II, koningin van Denemarken
- 18 - Nouchka van Brakel, Nederlands regisseuse
- 18 - Carin Cone, Amerikaans zwemster
- 18 - Ira von Fürstenberg, Italiaans socialite (overleden 2024)
- 18 - Jaak Lipso, Estisch basketbalspeler (overleden 2023)
- 18 - Stanley Rensch, Surinaams mensenrechtenactivist (overleden 2024)
- 20 - Erna Brodber, Jamaicaans schrijfster en socioloog
- 20 - Jan Cremer, Nederlands schrijver (Ik, Jan Cremer) en beeldend kunstenaar (overleden 2024)
- 20 - Tim Drummond, Amerikaans bassist (overleden 2015)
- 23 - Michael Copps, Amerikaans hoogleraar en bestuurder
- 23 - Pierre Courbois, Nederlands (jazz)musicus
- 23 - Harke Iedema, Nederlands organist (overleden 2023)
- 23 - Mary Kok, Nederlands zwemster
- 24 - Jos Bergman, Nederlands schilder en acteur
- 24 - Sue Grafton, Amerikaans schrijfster (overleden 2017)
- 25 - Al Pacino, Amerikaans acteur
- 25 - Guillermo Thorndike, Peruviaans schrijver en journalist (overleden 2009)
- 26 - Giorgio Moroder, Italiaans zanger en componist
- 27 - Kaspar Rostrup, Deens filmregisseur
- 28 - Wim Hazeu, Nederlands biograaf en dichter (overleden 2024)
- 30 - Jeroen Brouwers, Nederlands schrijver (overleden 2022)
- 30 - Ermindo Onega, Argentijns voetballer (overleden 1979)
- 30 - Godelieve Roggeman, Belgisch atleet

### mei
- 2 - Manuel Esquivel, Belizaans politicus (overleden 2022)
- 3 - Clemens Westerhof, Nederlands voetbaltrainer
- 4 - Robin Cook, Amerikaans schrijver van medische thrillers
- 4 - Henk Dahlberg, Surinaams geoloog, bestuurder en politicus (overleden 2000)
- 4 - Johann Th. Lemckert, Nederlands organist en componist
- 5 - Lasse Åberg, Zweeds acteur, artiest, filmregisseur en muzikant
- 5 - Lance Henriksen, Amerikaans acteur
- 5 - Lucy Simon, Amerikaans singer-songwriter en componiste (overleden 2022)
- 6 - Henry Habibe, Arubaans dichter en vertaler
- 6 - André Léonard, Belgisch bisschop
- 6 - Vito Taccone, Italiaans wielrenner (overleden 2007)
- 7 - Angela Carter, Engels schrijfster en journaliste (overleden 1992)
- 7 - Gène Gerards, Nederlands voetballer en voetbaltrainer (overleden 2018)
- 8 - Peter Benchley, Amerikaans schrijver (overleden 2006)
- 8 - Ricky Nelson, Amerikaans zanger (overleden 1985)
- 9 - Gerti Bierenbroodspot, Nederlands beeldend kunstenares
- 9 - James L. Brooks, Amerikaans regisseur
- 10 - Jan Bank, Nederlands historicus
- 10 - Wayne Dyer, Amerikaans schrijver en psychotherapeut (overleden 2015)
- 11 - Frans Molenaar, Nederlands couturier (overleden 2015)
- 11 - Herbert Müller, Zwitsers autocoureur (overleden 1981)
- 12 - Jopie van Alphen, Nederlands zwemster
- 12 - Pierre Janssens, Nederlands  burgemeester (overleden 2022)
- 14 - Alberto Reynoso, Filipijns basketballer (overleden 2011)
- 15 - Lainie Kazan, Amerikaans zangeres en actrice
- 17 - Adel Imam, Egyptisch acteur
- 17 - Alan Kay, Amerikaans informaticus
- 19 - Frans Bouwmeester, Nederlands voetballer
- 19 - Jan Janssen, Nederlands wielrenner, winnaar Ronde van Frankrijk 1968
- 19 - Mickey Newbury, Amerikaans singer-songwriter (overleden 2002)
- 19 - Klaus Riekemann, Duits roeier
- 20 - Stan Mikita, Slowaaks-Canadees ijshockeyer (overleden 2018)
- 20 - Frode Thingnæs, Noors componist (overleden 2012)
- 21 - Tony Sheridan, Brits pop-rock-gitarist (overleden 2013)
- 24 - Christoph Wolff, Duits muziektheoreticus
- 26 - Levon Helm, Amerikaans drummer en country-rockzanger (overleden 2012)
- 28 - Henk Bakker sr., Nederlands koopman en politicus (overleden 2008)
- 28 - Hans Dulfer, Nederlands saxofonist
- 31 - Anatoli Bondartsjoek, Sovjet-Russisch/Oekraïens atleet

### juni
- 1 - Kip Thorne, Amerikaans natuurkundige
- 2 - Constantijn II, koning van Griekenland (1964-1973) (overleden 2023)
- 3 - Martin Fitzmaurice, Engels mastercaller bij het darten (overleden 2016)
- 3 - Jørgen Ravn, Deens voetballer (overleden 2015)
- 4 - Cliff Bennett, Engels zanger
- 4 - John Massis, Belgisch krachtpatser en tandacrobaat (overleden 1988)
- 4 - Klaus Urbanczyk, Oost-Duits voetballer en voetbalcoach
- 6 - Richard Paul, Amerikaans acteur (overleden 1998)
- 7 - Tom Jones, Brits zanger
- 7 - Ronald Pickup, Brits acteur (overleden 2021)
- 8 - Nancy Sinatra, Amerikaans zangeres ("These Boots Are Made For Walkin'")
- 10 - Jim Alder, Schots atleet
- 10 - Peter Ryan, Amerikaans autocoureur (overleden 1962)
- 13 - Dallas Long, Amerikaans atleet (overleden 2024)
- 14 - Helena van der Kraan, Tsjechisch-Nederlands fotografe en kunstenares (overleden 2020)
- 15 - Ken Fletcher, Australisch tennisser (overleden 2006)
- 15 - Teruyuki Noda, Japans componist en muziekpedagoog (overleden 2022)
- 15 - Mosje Temming, Nederlands voetballer (overleden 2008)
- 16 - Hans Dorrestijn, Nederlands cabaretier en schrijver
- 16 - Thea White, Amerikaans stemactrice (overleden 2021)
- 20 - Josep Maria Benet i Jornet, Catalaans dramaturg en regisseur (overleden 2020)
- 20 - Eugen Drewermann, Duits theoloog, psychotherapeut en schrijver
- 20 - John Mahoney, Engels-Amerikaans acteur (overleden 2018)
- 20 - Bob Porter, Amerikaans muziekproducent en radiopresentator (overleden 2021)
- 21 - Notker Wolf, Duits benedictijner monnik en hardrockgitarist (overleden 2024)
- 22 - Hans van Ginkel, Nederlands sociaal geograaf en hoogleraar (overleden 2023)
- 22 - Abbas Kiarostami, Iraans filmmaker (overleden 2016)
- 23 - Simon Hobday, Zuid-Afrikaans golfer (overleden 2017)
- 23 - Wilma Rudolph, Amerikaans atlete (overleden 1994)
- 24 - Peer Bedaux, Nederlands architect
- 25 - Peer Augustinski, Duits acteur (overleden 2014)
- 28 - Muhammad Yunus, Bengalees econoom en bankier, winnaar Nobelprijs voor de Vrede 2006
- 29 - Louise Groenman, Nederlands politica

### juli
- 2 - Bep van Houdt, Nederlands sportverslaggever (overleden 2017)
- 2 - Susanna Mildonian, Belgisch harpiste van Armeense afkomst (overleden 2022)
- 3 - Lamar Alexander, Amerikaans politicus
- 3 - Jerzy Buzek, Pools universitair docent en politicus
- 3 - Michael Cole, Amerikaans acteur (overleden 2024)
- 3 - Lance Larson, Amerikaans zwemmer (overleden 2024)
- 3 - Peer Raben, Duits componist (overleden 2007)
- 4 - Tonny Eyk, Nederlands pianist en componist
- 4 - Jürgen Heinsch, Duits voetballer (overleden 2022)
- 5 - Chuck Close, Amerikaans kunstschilder en fotograaf (overleden 2021)
- 6 - Rex Cawley, Amerikaans atleet (overleden 2022)
- 6 - Joe Mauldin, Amerikaans bassist (overleden 2015)
- 6 - Noersoeltan Nazarbajev, Kazachstaans president (1991-2019)
- 7 - Wolfgang Clement, Duits politicus (overleden 2020)
- 7 - Gerrit Niehaus, Nederlands voetballer (overleden 2025)
- 7 - Nemesio Pozuelo, Sovjet voetballer
- 7 - Dave Rowberry, toetsenist van The Animals (overleden 2003)
- 7 - Ringo Starr, Brits drummer van The Beatles
- 7 - Rosel Zech, Duits actrice (overleden 2011)
- 13 - Patrick Stewart, Brits acteur
- 13 - Jaak Van Assche, Belgisch acteur
- 15 - John Jansen van Galen, Nederlands journalist
- 17 - Francisco Toledo, Mexicaans kunstschilder (overleden 2019)
- 19 - Brian Raubenheimer, Zuid-Afrikaans autocoureur
- 19 - Anzor Kavazasjvili, Sovjet-Georgisch voetballer en trainer
- 22 - Käty van der Mije, Roemeens-Nederlands schaakster (overleden 2013)
- 27 - Sjoukje Hooymaayer, Nederlands actrice (overleden 2018)
- 28 - Pierre Galand, Belgisch politicus en mensenrechtenactivist
- 29 - Amarildo, Braziliaans voetballer
- 29 - Winnie Monsod, Filipijns televisiepresentator, kabinetslid, bestuurder en hoogleraar economie
- 30 - Jan Geersing, Nederlands burgemeester (overleden 2021)
- 30 - Mohammed Saïd al-Sahaf, Iraaks politicus (overleden 2021)
- 30 - Clive Sinclair, Brits uitvinder en ondernemer (overleden 2021)

### augustus
- 1 - Co Hoedeman, Nederlands-Canadees filmmaker (overleden 2025)
- 2 - Will Tura, Belgisch zanger
- 3 - Martin Sheen, Amerikaans acteur
- 4 - André Orval, Nederlands voetballer (overleden 2021)
- 4 - Timi Yuro, Amerikaans zangeres (overleden 2004)
- 5 - Constant van Waterschoot, Nederlands politicus (overleden 2022)
- 7 - Jean-Luc Dehaene, Belgisch politicus, premier van België van 1992-1999 (overleden 2014)
- 9 - Trudy Libosan, Nederlands (hoorspel- en stem)actrice
- 10 - Marie Versini, Frans actrice (overleden 2021)
- 11 - Werner Herbers, Nederlands hoboïst en dirigent (overleden 2023)
- 11 - Jose Zubiri jr., Filipijns politicus
- 12 - Tony Allen, Nigeriaans muzikant (overleden 2020)
- 14 - Alexei Panshin, Amerikaans science fictionschrijver (overleden 2022)
- 15 - Gudrun Ensslin, Duits terroriste (overleden 1977)
- 17 - André Klukhuhn, Nederlands wetenschapper en filosoof
- 18 - Jan Weeteling, Nederlands zwemmer
- 19 - Roger Cook, Brits zanger en songwriter
- 19 - Johnny Nash, Amerikaans zanger (overleden 2020)
- 19 - Jill St. John, Amerikaans actrice
- 20 - Arie van der Vlis, Nederlands militair (overleden 2020)
- 23 - Vicki Brown, Brits zangeres (overleden 1991)
- 23 - Thomas Steitz, Amerikaans scheikundige en Nobelprijswinnaar (overleden 2018)
- 23 - Esko Malm, Fins voetballer en voetbalcoach
- 23 - Lieuwe Visser, Nederlands bariton en zangpedagoog (overleden 2014)
- 24 - Richard Biegenwald, Amerikaans moordenaar (overleden 2008)
- 26 - Don LaFontaine, Amerikaans stemacteur (overleden 2008)
- 27 - Gennadi Krasnitski, Sovjet voetballer en trainer (overleden 1988)
- 28 - Siepie de Jong, Nederlands politica; burgemeester van Leek 1984-2005
- 28 - Wim Kozijn, Nederlands politicus (overleden 2024)
- 28 - Roger Pingeon, Frans wielrenner; Tourwinnaar 1967 (overleden 2017)
- 29 - Simon Kistemaker, Nederlands voetbalcoach (overleden 2021)
- 29 - Wim Ruska, Nederlands judoka (overleden 2015)
- 30 - Leendert Janzee, Nederlands beeldend kunstenaar (overleden 1972)
- 31 - Alain Calmat, Frans kunstschaatser

### september
- 1 - Annie Ernaux, Frans schrijfster en Nobelprijswinnares
- 2 - Jack White, Duits muziekproducent
- 3 - Eduardo Galeano, Uruguayaans schrijver en journalist (overleden 2015)
- 3 - Willem van Manen, Nederlands jazzmusicus (overleden 2024)
- 3 - Kevin Starr, Amerikaans historicus (overleden 2017)
- 5 - Raquel Welch, Amerikaans actrice (overleden 2023)
- 6 - Simon Cornelis Dik, Nederlands taalkundige (overleden 1995)
- 7 - Dario Argento, Italiaans filmregisseur
- 7 - Abdurrahman Wahid, vierde president van Indonesië (overleden 2009)
- 8 - Gilberto Aristizábal, Colombiaans voetbalscheidsrechter
- 8 - Elly de Waard, Nederlands dichteres en critica
- 9 - Hans van Doorneveld, Nederlands voetballer en voetbalcoach (overleden 2008)
- 10 - Roy Ayers, Amerikaans muzikant (overleden 2025)
- 11 - Brian De Palma, Amerikaans filmregisseur
- 12 - Monique Goeffers, Belgisch atlete
- 12 - Linda Gray, Amerikaans actrice
- 13 - Óscar Arias, Costa Ricaans politicus
- 14 - Leo Ferrier, Nederlands-Surinaams schrijver (overleden 2006)
- 17 - Heidelinde Weis, Oostenrijks actrice (overleden 2023)
- 18 - Frankie Avalon, Amerikaans acteur en rock-'n-rollzanger
- 18 - Theo Van Moer, Belgisch atleet (overleden 2022)
- 19 - Bill Medley, zanger van The Righteous Brothers
- 20 - Atie Voorbij, Nederlands zwemster (overleden 2024)
- 21 - René Hoksbergen, Nederlands hoogleraar
- 22 - Anna Karina, Deens-Frans actrice en zangeres (overleden 2019)
- 23 - Hans Couzy, Nederlands luitenant-generaal (overleden 2019)
- 23 - Brûni Heinke, Nederlands actrice (overleden 2025)
- 25 - Timothy Severin, Brits schrijver en ontdekkingsreiziger (overleden 2020)
- 26 - Wim Mager, Nederlands ondernemer, oprichter Apenheul (overleden 2008)
- 26 - Manuel Lillo Torregrosa, Spaans componist en klarinettist (overleden 2024)
- 27 - Benoni Beheyt, Belgisch wielrenner
- 27 - Rudolph Moshammer, Duits modeontwerper (overleden 2005)
- 27 - Roger Van Hool, Belgisch acteur (overleden 2023)
- 30 - Dewey Martin, Canadees drummer (overleden 2009)

### oktober
- 1 - Julio César Benítez, Uruguayaans voetballer (overleden 1968)
- 2 - Nanni Galli, Italiaans autocoureur (overleden 2019)
- 4 - Silvio Marzolini, Argentijns voetballer (overleden 2020)
- 6 - Ellen Jens, Nederlands tv-regisseuse en -producer (overleden 2023)
- 6 - Jan Keizer, Nederlands voetbalscheidsrechter (overleden 2024)
- 6 - John Warnock, Amerikaans techondernemer (overleden 2023)
- 7 - Joke Bijleveld, Nederlands atlete
- 7 - Larry Jon Wilson, Amerikaans countryzanger (overleden 2010)
- 8 - Paco Moncayo, Ecuadoraans politicus en generaal
- 9 - John Lennon, Brits muzikant van onder meer The Beatles (overleden 1980)
- 12 - Luciano Armani, Italiaans wielrenner (overleden 2023)
- 13 - Pharoah Sanders, Amerikaans jazzsaxofonist (overleden 2022)
- 14 - Cliff Richard, Brits zanger
- 15 - Benno Ohnesorg, Duits student (overleden 1967)
- 15 - Edwin Skinner, atleet uit Trinidad en Tobago
- 16 - Corrie Konings, Nederlands atlete
- 16 - Nereo Odchimar, Filipijns rooms-katholieke geestelijke (overleden 2024)
- 16 - Célio Taveira Filho, Braziliaans voetballer (overleden 2020)
- 17 - Harrie Heijnen, Nederlands voetballer (overleden 2015)
- 18 - Cynthia Weil, Amerikaans componiste en muziekproducente (overleden 2023)
- 19 - Michael Gambon, Iers-Brits acteur (overleden 2023)
- 20 - Li Zhaoxing - Chinees minister van buitenlandse zaken
- 21 - Etienne Bagchus, beeldhouwer en kunstschilder (overleden 2012)
- 21 - Anne Wil Blankers, Nederlands actrice
- 21 - Manfred Mann, Zuid-Afrikaans/Brits zanger en toetsenist (o.a. Manfred Mann's Earth Band)
- 23 - Fred Marsden, drummer van de Engelse band Gerry & the Pacemakers (overleden 2006)
- 23 - Pelé, Braziliaans voetballer (overleden 2022)
- 23 - Fouad Twal, Jordaans katholiek geestelijke
- 26 - Belaïd Lacarne, Algerijns voetbalscheidsrechter (overleden 2024)
- 28 - Bernhardt Edskes, Nederlands-Zwitsers organist, orgelbouwer en orgeldeskundige (overleden 2022)
- 28 - Paul Helminger, Luxemburgs jurist, politicoloog en politicus (overleden 2021)
- 28 - Manfred Reichert, Duits voetballer (overleden 2010)
- 28 - Riemer van der Velde, Nederlands ondernemer en sportbestuurder
- 29 - Frida Boccara, Frans zangeres (overleden 1996)
- 29 - Jack Shepherd, Engels acteur
- 30 - Magdeleine Willame-Boonen, Belgisch politica (overleden 2021)
- 31 - Marga van Arnhem, Nederlands radio- en televisiepresentatrice (overleden 1997)

### november
- 1 - Sjoerd Westra, Nederlands slagwerker en muziekpedagoog (overleden 2012)
- 2 - Carolin Reiber, Duits televisiepresentatrice
- 3 - Sonny Rhodes, Amerikaans bluesmuzikant (overleden 2021)
- 7 - Klaas Nuninga, Nederlands voetballer en sportbestuurder
- 8 - Liesbeth Brandt Corstius, Nederlands kunsthistorica en museumdirectrice (overleden 2022)
- 11 - Louis Pilot, Luxemburgs voetballer en voetbalcoach (overleden 2016)
- 12 - Jurandir, Braziliaans voetballer (overleden 1996)
- 12 - Ria Lubbers, Nederlands premiersvrouw (overleden 2024)
- 13 - Joan Haanappel, Nederlands kunstschaatsster en sportjournaliste (overleden 2024)
- 13 - Saul Kripke, Amerikaans filosoof en logicus (overleden 2022)
- 13 - Tim Visterin, Belgisch cabaretier, zanger en muziekuitgever (overleden 2018)
- 15 - Roberto Cavalli, Italiaans modeontwerper (overleden 2024)
- 15 - Paul Schollaert, Belgisch priester en componist (overleden 2024)
- 16 - Kenneth Gonçalves, Surinaams advocaat; slachtoffer van de Decembermoorden (overleden  1982)
- 16 - Dick Poons, Nederlands dichter-zanger en programmamaker (overleden 2009)
- 17 - Luke Kelly, Iers volkszanger en muzikant (overleden 1984)
- 17 - Jelena Petoesjkova, Sovjet-Russisch amazone (overleden 2007)
- 18 - Qaboes bin Said Al Said, sultan van Oman (overleden 2020)
- 18 - Camiel Vyncke, Belgisch wielrenner
- 19 - Bé Lutken, Nederlands politiefunctionaris (overleden 2016)
- 20 - Bruno Giorgi, Italiaans voetballer en voetbalcoach (overleden 2010)
- 20 - Chiem van Houweninge, Nederlands scenarioschrijver en acteur
- 21 - Terry Dischinger, Amerikaans basketballer (overleden 2023)
- 21 - Henk Jurriaans, Nederlands kunstenaar en psycholoog (overleden 2005)
- 22 - Frank Duval, Duits zanger en componist
- 22 - Terry Gilliam, Amerikaans acteur en  regisseur; lid van het Monty Python-team
- 22 - Davey Graham, Engels gitarist (overleden 2008)
- 22 - Victor Peuskens, Belgisch politicus (overleden 2022)
- 22 - Andrzej Żuławski, Pools filmregisseur (overleden 2016)
- 24 - Romeo Jalosjos, Filipijns politicus
- 25 - Klaus Berger, Duits theoloog, exegeet en publicist (overleden 2020)
- 25 - Jan Jongbloed, Nederlands voetbalkeeper (overleden 2023)
- 25 - Percy Sledge, Amerikaans soulzanger (overleden 2015)
- 26 - Gianni De Michelis, Italiaans politicus (overleden 2019)
- 27 - Bruce Lee, oosters vechtsport-acteur (overleden 1973)
- 28 - Kees Olthuis, Nederlands componist (overleden 2019)
- 29 - Denny Doherty, Amerikaans zanger van de groep The Mamas and the Papas (overleden 2007)
- 29 - Óscar Espinosa Chepe, Cubaans diplomaat, econoom, journalist en dissident (overleden 2013)
- 30 - Pauli Nevala, Fins speerwerper (overleden 2025)

### december
- 1 - Richard Pryor, Amerikaans acteur en komiek (overleden 2005)
- 2 - Connie Booth, Amerikaans schrijfster en actrice
- 3 - Ib Nielsen, Deens voetbalscheidsrechter (overleden 2021)
- 4 - Gary Gilmore, Amerikaans crimineel (overleden 1977)
- 4 - Trudi Guda, Surinaams dichter en cultureel antropologe
- 6 - Jacques Visschers, Nederlands voetballer (overleden 2020)
- 7 - Kumar Shahani, Indiaas filmregisseur (overleden 2024)
- 8 - Philip van Tijn, Nederlands journalist, ambtenaar en bestuurder (overleden 2025)
- 9 - Harold Biervliet, Surinaams-Nederlands musicus (overleden 2025)
- 9 - Leonella Sgorbati, Italiaans religieuze (non) (vermoord 2006)
- 11 - Guido Metsers, Nederlands schilder en beeldhouwer (overleden 2024)
- 12 - Dionne Warwick, Amerikaans zangeres
- 14 - Mient Jan Faber, Nederlands vredesactivist en secretaris van het IKV (overleden 2022)
- 14 - Johanna Kruit, Nederlands jeugdboekenschrijfster
- 16 - Saimin Redjosentono, Surinaams docent en politicus (overleden 2024)
- 16 - Dimitri van Toren, Nederlands zanger (overleden 2015)
- 17 - Theo van Dijk, Nederlands organist en beiaardier (overleden 2022)
- 18 - Lei Feng, Chinees modelsoldaat (overleden 1962)
- 19 - Zvonko Bego, Joegoslavisch voetballer (overleden 2018)
- 19 - Joep Coppens, Nederlands beeldend kunstenaar (overleden 2024)
- 19 - Phil Ochs, Amerikaans protestzanger (overleden 1976)
- 21 - Frank Zappa, Amerikaans rockmusicus en componist (overleden 1993)
- 25 - Frans Moor, Nederlands politicus (overleden 2008)
- 26 - Edward Prescott, Amerikaans econoom (overleden 2022)
- 26 - Harmen Siezen, Nederlands nieuwslezer van het NOS Journaal (overleden 2025)
- 28 - Piet Smolders, Nederlands ruimtevaartdeskundige en journalist
- 29 - Nestor Combin, Frans-Argentijns voetballer
- 29 -  Peter Koelewijn, Nederlands producer en zanger ("Kom van dat dak af")
- 29 - Jos Verstraeten, Belgisch priester

### datum onbekend
- Jacques Besançon, Nederlands regisseur (overleden 1980)
- Willie Hightower, Amerikaans soulzanger
- Peter Martin, Amerikaans hoogleraar en schrijver
- Fatima Mernissi, Marokkaans sociologe (overleden 2015)
- Dessalegn Rahmato, Ethiopisch socioloog
- Somporn Saekhow, Thais apentrainer (overleden 2002)
- Huberte Vriesendorp, Nederlands (kinderboeken)vertaalster
- Lawrence Singer, Amerikaans componist

## Weerextremen in België
- 8 januari: Enige vorstvrije dag in januari in Ukkel.
- 20 januari: Laagste minimumtemperatuur ooit in België: −30,1 °C in Rochefort. Elders in het land zakt het minimum tot −22,2 °C in Vilvoorde en tot −25,5 °C in Haacht.
- 23 januari: Laagste minimumtemperatuur van de eeuw in Ukkel −18,7 °C.
- 24 januari: Nachtelijke minimumtemperatuur aan de grond in Ukkel −24,5 °C.
- 28 januari: 19 cm sneeuw in Ukkel, 31 cm in Grobbendonk en tot 60 cm in Drossart (Baelen) en Robertville (Waimes).
- januari: Januari telt dertig vorstdagen in Ukkel. Dit is een record, ex aequo met 1945 en 1963.
- januari: Januari met laagste gemiddelde minimumtemperatuur: −8,4 °C (normaal −0,3 °C).
- 14 februari: Minimumtemperatuur −21,0 °C in Leopoldsburg en op de Baraque Michel (Jalhay).
- 21 september: 56 mm neerslag in Chiny.
- 21 september: Tornado in Awagne (Dinant) met schade.
- 30 september: Minimumtemperatuur tot −2,0 °C op de Baraque Michel (Jalhay).
- 3 november: 62 mm neerslag in Ukkel tot 114 mm in Chiny.
- 13 november: Sterkste windstoot ooit in Ukkel : 155 km/h. Veel schade in de streek van Antwerpen en Brussel (onder andere Zoniënwoud).
- 14 november: Totale neerslaghoeveelheid tussen 30 oktober en 14 november in Brugge: 165 mm.
- november: November met hoogste gemiddelde windsnelheid: 5,4 m/s (normaal 3,7 m/s).
- 24 december: Minimumtemperaturen tot −11,0 °C in Gerdingen (Bree) en −17,7 °C in Wardin (Bastogne).

Bron: KMI Gegevens Ukkel 1901-2003  met aanvullingen 